# George Aimer
George Anderson Aimer (* 27. Oktober 1898 in Dundee; † 8. Juni 1935 ebenda) war ein schottischer Fußballspieler. Der Verteidiger war in den 1920ern als Profi in Schottland, England und den Vereinigten Staaten aktiv. 

## Karriere
Aimer hatte während des Ersten Weltkriegs in der Royal Artillery in Frankreich gedient. Seine Fußballer-Laufbahn begann er bei einem kleinen Team namens Glenisla; um 1920 spielte er gemeinsam mit seinem Bruder bei Dundee Celtic, trat aber sporadisch auch für die höherklassigen Klubs Forfar Athletic und Dundee Hibernian in Erscheinung. Ein Zeitungsartikel vom Februar 1920 porträtierte Aimers fußballerische Fähigkeiten mit den Worten: „einwandfreie Tacklings sind ein Merkmal seines Spiels, während sein Stellungsspiel und Urteilsvermögen von hohem Standard sind.“ Zur Saison 1920/21 schloss sich Aimer, der den Spitznamen „Dod“ trug, Dundee Hibernian fest an und trat mit diesen in der Central League an. Im Mai 1921 wurde er von Direktor William McIntosh zum Lokalrivalen FC Dundee geholt und bestritt für den Klub in den folgenden beiden Spielzeiten 29 Partien in der Scottish Division One.
Im März 1923 wurde Aimer für £900 vom englischen Zweitdivisionär FC Fulham verpflichtet, nachdem Trainer Phil Kelso ihn bei einem Spiel von Dundees Reservemannschaft im Ibrox Park begutachtet hatte. Bei Fulham kam Aimer, der als Verteidiger klassischer Prägung galt, stets hart und mit hohem Einsatz spielte aber Geschwindigkeitsdefizite hatte, nur unregelmäßig in der ersten Mannschaft zum Einsatz. Sein Debüt bestritt er 26. September 1923 bei einem 3:1-Sieg in einer Partie des London Professional Charity Fund gegen den FC Chelsea, die Athletic News bewertete seinen Auftritt als „höchst erfolgreich“. Auf der für ihn eher ungewöhnlichen Position als linker Außenläufer ersetzte er wenige Tage später auch im Ligaspiel gegen The Wednesday Joe Edelston. Einem 4:1-Heimsieg folgte eine Woche später eine 0:3-Auswärtsniederlage gegen Coventry City und Aimer kam bis März nur zu einem weiteren Ligaeinsatz.
Zu einer Serie von Einsätzen kam er an den letzten acht Spieltagen der Saison 1923/24, als er mit Tom Fleming das Verteidigerpaar bildete, mit dem er bereits beim FC Dundee zusammen gespielt hatte. Die Mannschaft ließ in dieser Zeit insgesamt nur vier Gegentore zu und der Abstieg in die Third Division wurde knapp vermieden. In der folgenden Spielzeit besetzte weiterhin der ebenfalls aus Dundee stammende Alec Chaplin die Position des linken Verteidigers in der ersten Mannschaft und Aimer blieb zumeist auf Einsätze im Reserveteam beschränkt. Im März 1925 gehörte er zu einem Auswahlteam der London Combination (der Reserveliga für Profiteams aus dem Raum London) in einem Ligavergleich gegen die London League.
Im Juni 1925 wurde Aimer von John Richardson ablösefrei zu Third Lanark zurück nach Schottland geholt. Aimer war bei Third Lanark Stammspieler und bestritt in zwei Jahren in der Scottish Division Two 59 Einsätze. Im Scottish FA Cup 1925/26 wurde zudem das Viertelfinale erreicht, in dem man im Wiederholungsspiel am FC Aberdeen scheiterte. Im September 1926 gehörte Aimer zu einer Glasgower Auswahl die mit 2:1 gegen eine Auswahl aus Sheffield gewann. Zur Saison 1927/28 konnte sich Aimer mit Third Lanark nicht auf einen weiteren Vertrag einigen, da sein wöchentliches Gehalt um £2 niedriger liegen sollte als in der Vorsaison. Für einen Wechsel setzte Third Lanark eine Ablösesumme von £200 fest und Aimer entschied sich, wie auch zahlreiche weitere schottische Spieler, für ein Engagement in den Vereinigten Staaten.
Er spielte in der American Soccer League bei den Providence Clamdiggers unter anderem gemeinsam mit seinen Landsmännern William Stevenson und Billy Agnew. Im Juli 1928 war er wieder in Schottland und repräsentierte Dundee United (bis 1923 Hibernian) bei einem Kleinfeldturnier, später ging er erneut in die USA. Im Juni 1929 kam Aimer an Bord der California zurück nach Schottland, auf dem Schiff befanden sich mit Harry Chatton, Willie Oswald und Michael Connaboy auch einige weitere Fußballprofis. Im August 1929 war Aimer bei keinem schottischen Verein mehr registriert und auch per Zeitung auf der Suche nach einem neuen Klub, in der Scottish Football League lief er in der Folge allerdings nicht mehr auf. Einen dritten Aufenthalt in den USA hatte er von 1929 bis 1930 erneut bei Providence und 1931 beim Fall River FC und den New York Giants, bevor er im selben Jahr seine Laufbahn beendete. Insgesamt hatte er in der ASL 133 Spiele bestritten und dabei zwei Tore erzielt.
Aimer kam am 8. Juni 1935 bei einem Arbeitsunfall in Dundee ums Leben, als er beim Abriss eines Gebäudes von einem Dachbalken erschlagen wurde. Er hinterließ eine Ehefrau und drei Kinder und wurde am 11. Juni 1935 auf dem Eastern Cementary von Dundee beigesetzt. Unter den Trauergästen befanden sich auch zahlreiche ehemalige Mitspieler und Funktionäre, darunter David Thomson, Alex Lindsay, William McIntosh, Patrick Reilly und Jimmy Brownlie.